# Céleste Brunnquell
Céleste Brunnquell (París, 24 de julio de 2002) es una actriz francesa. 

## Trayectoria
En 2019, hizo su debut en la pantalla con The Dazzled (El deslumbrado), la primera película dirigida por la francesa Sarah Suco. Por su papel, fue nominada al Premio César a la mejor actriz revelación y el premio Lumières a la actriz revelación.
En el 2021, tuvo un papel secundario en la conocida serie de televisión In Therapy (En terapia), transmitido en el canal Arte. Por su actuación en el programa recibió el Premio ACS a la Mejor Actriz. Al año siguiente, hizo su debut teatral con la obra Oublie-moi, escrita por Noémie Lvovsky y dirigida por Julie Duclos. El mismo año, interpretó a Jeanne Patterson en el drama El origen del mal, dirigida por Sébastien Marnier.
En el 2023, protagonizó dos películas: Un verano con Fifi, junto a Quentin Dolmaire, y La fille de son père, con Nahuel Pérez Biscayart.
También hizo un pequeño papel en Esperando la noche (En attendant la nuit), dirigida por Céline Rouzet. La película se presentó al Festival Internacional de Cine de Venecia de 2023..

## Filmografía
| Año  | Título                  | Papel            | Director                       | Notas                                                        |
| ---- | ----------------------- | ---------------- | ------------------------------ | ------------------------------------------------------------ |
| 2019 | The Dazzled             | Camille Lourmel  | Sarah Suco                     | Nominada - premio César mejor actriz revelación              |
| 2021 | H24                     | The young girl   | Clémence Poésy                 | TV serie (episodio 1)                                        |
| 2021 | In Therapy              | Camille          | Pierre Salvadori               | TV serie (episodio 7) Nominated - ACS Award for Best Actress |
| 2022 | The Origin of Evil      | Jeanne Patterson | Sébastien Marnier              |                                                              |
| 2022 | Pierre la tombe         | Victoria         | Matthieu Moerlen               | Short                                                        |
| 2022 | Celles qui restent      | Lou              | Fiorella Basdereff             | Short                                                        |
| 2023 | Fifi                    | Sophie           | Jeanne Aslan & Paul Saintillan |                                                              |
| 2023 | La fille de son père    | Rosa Gravier     | Erwan Le Duc                   |                                                              |
| TBA  | En attendant la nuit    | Camila Berthier  | Céline Rouzet                  |                                                              |
| TBA  | Maria                   | Noor             | Jessica Palud                  | Post-Production                                              |
| TBA  | Une Affaire de Principe |                  | Antoine Raimbault              | Post-Production                                              |

## Teatro
| Year | Title      | Author         | Director     |
| ---- | ---------- | -------------- | ------------ |
| 2022 | Oublie-moi | Noémie Lvovsky | Julie Duclos |